# Austrotinodes brevis
Austrotinodes brevis är en nattsländeart som beskrevs av Schmid 1958. Austrotinodes brevis ingår i släktet Austrotinodes och familjen trattnattsländor. Inga underarter finns listade i Catalogue of Life.